# Columba iriditorques
La paloma nuquibronceada o paloma de nuca bronceada (Columba iriditorques) es una especie de ave de la familia Columbidae. Es propia mayormente de la selva tropical africana.
Se encuentra en Angola, Benín, Camerún, República Centroafricana, República del Congo, República Democrática del Congo, Costa de Marfil, Guinea Ecuatorial, Gabón, Ghana, Guinea, Liberia, Nigeria, Sierra Leona, Sudán del Sur, Togo, Uganda y Zambia.